# Christopher Gore (manusförfattare)
Christopher "Chris" Gore, född 10 augusti 1944 i Fort Lauderdale i Florida, död 18 maj 1988 i Santa Monica i Kalifornien, var en amerikansk manusförfattare, dramatiker och sångtextförfattare. Han är mest känd för att ha skrivit manus till musikalfilmen Fame från 1980, för vilken han senare blev nominerad till en Oscar för bästa originalmanus (1981).
Gore, som tidigare har studerat vid Northwestern University, gick bort i den dödliga immunbristsjukdomen aids i Santa Monica onsdagen den 18 maj 1988. Enligt en dödsannons i tidningen The New York Times (med hänvisning till hans mor), så gick han bort i cancer. Men detta har på senare tid visats sig vara felaktigt, då det har kommit fram rapporter om att han mer korrekt gick bort i aids. Han blev 43 år gammal.